# Rybackoe
Rybackoe (in russo Рыбацкое?) è una stazione della Linea Nevsko-Vasileostrovskaja, la Linea 3 della metropolitana di San Pietroburgo, di cui è anche capolinea. È stata inaugurata il 28 dicembre 1984.